# Bom Jardim (ort i Brasilien, Maranhão, Feira Nova do Maranhão)
Bom Jardim är en ort i Brasilien.   Den ligger i kommunen Feira Nova do Maranhão och delstaten Maranhão, i den östra delen av landet, 1 000 km norr om huvudstaden Brasília. Bom Jardim ligger 426 meter över havet och antalet invånare är 12 343.
Terrängen runt Bom Jardim är platt. Runt Bom Jardim är det mycket glesbefolkat, med 5 invånare per kvadratkilometer..
Omgivningarna runt Bom Jardim är huvudsakligen savann.